# Ирина Тонева
Ирина Тонева (рус. Ири́на Ильи́нична То́нева; Краснознаменск, 27. јун 1977) руска је певачица, једна од три вокала групе Фабрика. 2002. се такмичила у првој сезони руског шоу програма Фабрика звёзд, где је формирана група и где је завршила друга.
Пре тога, Ира је радила у продавници одеће и у оркестру.